# Kiss Mór
Kiss Mór (Kolozsvár, 1857. május 12. – Budapest, 1945. szeptember 6.) római jogász, magánjogász egyetemi tanár.

## Életútja
Kiss Sámuel és Kuhn Johanna fia. A kolozsvári Unitárius Kollégiumban érettségizett. Egyetemi tanulmányait Budapesten végezte (1872–1876), előbb az államtudományok (1876), majd a jogtudományok doktorává avatták (1877). Tanulmányait ösztöndíjjal külföldön folytatta (Lipcse, Berlin, Halle, München, Göttingen, Párizs). A római jogból egyetemi magántanárrá képesítették a kolozsvári Ferenc József Tudományegyetemen (1878), és ott kezdte el az oktatói munkáját (1879/1880-as egyetemi tanév). Valószínűleg az 1880-as években tért át a katolikus vallásra.
Négy évig a nagyszebeni jogakadémia tanára volt (1880–1884). Ott született a fia, Kiss Géza, aki ugyancsak ismert római jogász lett. A nagyszebeni akadémia megszüntetése után (1884. június 19.) szolgálattételre, mint a római jog tanárát a kolozsvári egyetemre helyezték át. Így, az egyetemen ismét a római jogot oktatta (1884–1910). A római jog első, valóban nyugat-európai szemléletű művelőjeként – Bernhard Windscheid, illetve Rudolf von Jhering tanítványát és követőjét – több mint három évtizeden át a magyarországi jogi oktatás egyik meghatározó egyéniségnek tartották. A kolozsvári egyetem a pandektajog tanszékének nyilvános rendes tanára (1890. augusztus 19.–1915), majd a Római Jog Tanszék professzora (1915–1919); háromszor a jog- és államtudományi kar dékánja, az 1904/1905-ös egyetemi tanévben pedig az egyetem rektora volt. 1910-ben udvari tanácsosi címet kapott. 1921-ben Kolozsvárott ment nyugdíjba.
1919-ben, a Ferenc József Tudományegyetemnek a városban történt megszüntetése után is Kolozsvárt maradt, ott élt a két világháború közt. Tudományos munkásságát nyugalomba vonulása után is folytatta, így bekapcsolódott az Erdélyi Múzeum-Egyesület munkájába. 1945 kora őszén Budapesten hunyt el érelmeszesedés következtében. Sírja a budapesti Farkasréti temetőben található: 1. parcella 1. sor 39. sírhely. Felesége Fischer Eszter volt.

## Műveiből
- A végrendeleti alakok kifejlődési története Justinián császár törvényhozásáig bezárólag – Gámán János örökösei Nyomda, Kolozsvár, 1876, 158 o. (A kolozsvári m. kir. tudomány-egyetem által sz. kir. Kolozsvár városa részéről kitűzött díjjal koszorúzott pályamű.)
- Adatok a bonorum possessio contra tabulas eredetének kérdéséhez – Erdélyi Muzeum, VII. évfolyam, 1880, 7. szám, 185–206. o. – Hozzáférés ideje: 2011. május 7. 15:00
- Einfluss der altrömischen Staats- und Heeresorganisation auf die spätere Weltherrschaft und Rechtsentwicklung – Vortrag, gehalten am 23. Februar 1883. im militär-wissenschaftlichen Verein zu Hermannstadt. – Hermannstadt, 1883.
- A Corpus Juris Civilisből kiszemelt és feldolgozott magánjogi gyakorlati esetek gyűjteménye – Kézikönyvül a római jogból tartott practicumokhoz – Franklin, Budapest, 1883, 135 o.
- Visszaemlékezés Windscheidra és Iheringre – Kolozsvár, 1893.
- Kötelmi jog – szerzőtárs: Katona Mór, Reiner János – Singer és Wolfner, Budapest, 1898, VI, 904 o. – In: Magyar magánjog – Szerkesztette: Fodor Ármin és Márkus Dezső – I–IV. kötet III. kötete.
- A német birodalmi polgári törvénykönyv tervezete – Budapest, 1899.
- Elmélet, gyakorlat és hazai jogi oktatásunk reformja – Ajtai, Kolozsvár, 1905 (Rektori székfoglaló)
- Személyjog – (Általános rész) – Singer és Wolfner, Budapest, 1905, XIX, 549 o. – In: Magyar magánjog – Szerkesztette: Fodor Ármin és Márkus Dezső – I–IV. kötet I. kötete.
- Kiss Mór egyetemi előadásai a magyar kereskedelmi törvényhozás legújabb alkotásairól – Lapage, Kolozsvár, [1910?] 42 o.
- A római jogi gyakorlatok jelentősége a jogi oktatásban – Erdélyi Múzeum-Egyesület, Kolozsvár, 1943, 3–8. o. (Az Erdélyi Múzeum-Egyesület Jog-, Közgazdaság- és Társadalomtudományi szakosztályának 1943. május 12-i ülésén elhangzott előadások értekezései, 5.) – Hozzáférés ideje: 2011. május 7. 15:00